# Karl-Heinz Ohlig
Karl-Heinz Ohlig (Koblenz, 15 de setembro de 1938 - 14 de janeiro de 2024) foi um professor alemão de Estudos da Religião e da História do Cristianismo na Universidade de Saarland, na Alemanha.
Foi co-editor com Gerd Rudiger Puin do livro As Origens Ocultas do Islã que defende a conceção  original do Islamismo como uma religião não distinta da cristã. Ohlig e Puin postulam a tese de que de acordo com a evidência de cunhagem árabe, e a inscrição no Domo da Rocha no final do século VII d.C., com as letras MHMT e o termo Muhammad significa "o reverenciado" ou "louvável" e Dome contendo os símbolos cristãos, como cruzes, sugerindo que o termo Muhammad era um título honorífico cristão referindo-se a Jesus, como no hino da massa ("Bendito seja aquele que vem …") 

## Publicações
- Cristianismo Fundamental: Na tensão do Cristianismo e Cultura Kosel, 1986
- Religião na história da humanidade: o desenvolvimento da consciência religiosa de 2002
- Um ou três: do pai de Jesus ao Trinity, Matthias Grünewald--Verlag, 1999 ISBN 3-7867-2167-X ; Peter Lang Pub Inc, 2003 ISBN 3-631 -50.337-7
- As Origens Ocultas do Islã: novas pesquisas sobre sua história, Hans Schiller Verlag, 2005 ISBN 3-89930-128-5 ; Prometheus Books, 2008 ISBN 1-59102-634-2
- (Ed), Der frühe Islam: eine historisch-kritische Rekonstruktion anhand zeitgenössischer Quellen, Hans Schiller Verlag, 2008 ISBN 3-89930-090-4